# 마누 (가수)
마누는 대한민국의 가수다. 2017년 싱글 '어젯밤 길을 걷다'로 데뷔했다. 이전 예명은 'ZEEBOMB'이었다.

## 학력
- 서울예술대학교 실용음악과

## 방송
- 슈퍼밴드 (2019) - Top41(39위)

## 공연
- 지범 (ZEEBOMB) 단독 콘서트 : RETRO SOUL KING (2019)
- 이찬솔 & 지범 : My Song for You VOL. 11 (2019)

## 수상
- 제28회 유재하음악경연대회 금상 (2017)